# United States Air Forces in Europe – Air Forces Africa

Wappen der US Air Forces in Europe

Die United States Air Forces in Europe – Air Forces Africa (USAFE-AFAFRICA; deutsch Luftstreitkräfte der Vereinigten Staaten in Europa – Luftstreitkräfte Afrika) bilden neben den Pacific Air Forces (PACAF) eines von zwei regional ausgerichteten der insgesamt zehn Hauptkommandos der United States Air Force (USAF). Außerdem ist USAFE-AFAFRICA die für den Luftraum zuständige Komponente des United States European Command (EUCOM) und NATO-Verband und des United States Africa Command (AFRICOM). Das Hauptquartier liegt auf der Ramstein Air Base in Deutschland. Befehlshaber ist seit dem 22. Juni 2022 General James B. Hecker.

## Struktur
Die United States Air Forces in Europe – Air Forces Africa sind zuständig für die Planung, Durchführung und Unterstützung von Luftwaffeneinsätzen in Europa und Afrika und unterhält fünf Hauptstützpunkte: RAF Lakenheath und RAF Mildenhall in Großbritannien, Ramstein AB und Spangdahlem AB in Deutschland und Aviano AB in Italien. Dazu kommen 80 weitere Einrichtungen, darunter Morón (Spanien), Incirlik (Türkei), RAF Alconbury und RAF Fairford (Großbritannien) und Chiévres (Belgien). Der USAFE untersteht die Third Air Force mit zehn Geschwadern.
Im Jahre 2018 gehören den USAFE-AFAFRICA rund 23.805 Personen und circa 200 Flugzeuge an.
- Third Air Force and 17th Expeditionary Air Force, Ramstein Air Base, (Deutschland)
  - 603rd Air and Space Operations Center, Ramstein Air Base, (Deutschland)
  - 31st Fighter Wing, Aviano Air Base, (Italien)
    - 31st Operations Group
      - 31st Operations Support Squadron
      - 56th Rescue Squadron, mit HH-60G Pave Hawk
      - 57th Rescue Squadron, (Pararescue)
      - 510th Fighter Squadron, mit F-16CG/DG (Block 40)
      - 555th Fighter Squadron, mit F-16CG/DG
      - 606th Air Control Squadron

    - 31st Maintenance Group
      - 31st Maintenance Operations Squadron
      - 31st Aircraft Maintenance Squadron
      - 31st Maintenance Squadron
      - 31st Munitions Squadron
      - 731st Munitions Squadron

    - 31st Mission Support Group
      - 31st Civil Engineer Squadron
      - 31st Communications Squadron
      - 31st Contracting Squadron
      - 31st Force Support Squadron
      - 31st Logistics Readiness Squadron
      - 31st Security Forces Squadron

    - 31st Medical Group
      - 31st Aerospace Medicine Squadron
      - 31st Dental Squadron
      - 31st Medical Operations Squadron
      - 31st Medical Support Squadron
      - 31st Surgical Operations Squadron

    - 31st Comptroller Squadron

  - 39th Air Base Wing, Incirlik Air Base, (Türkei)
    - 39th Weapons System Security Group
      - 39th Maintenance Squadron
      - 39th Security Forces Squadron
      - 39th Operations Support Squadron

    - 39th Mission Support Group
      - 39th Civil Engineer Squadron
      - 39th Contracting Squadron
      - 39th Communications Squadron
      - 39th Logistics Readiness Squadron
      - 39th Force Support Squadron
      - 425th Air Base Squadron, Izmir Air Station (unterstützt NATO Allied Land Command)
      - 717th Air Base Squadron – Ankara Support Facility

    - 39th Medical Group
    - 728th Air Mobility Squadron

  - 48th Fighter Wing, RAF Lakenheath, (Vereinigtes Königreich)
    - 48th Operations Group
      - 492nd Fighter Squadron, mit F-15E Strike Eagle
      - 493rd Fighter Squadron, mit F-15C/D Eagle
      - 494th Fighter Squadron, mit F-15E Strike Eagle
      - 48th Operations Support Squadron

    - 48th Maintenance Group
      - 48th Aircraft Maintenance Squadron
      - 748th Aircraft Maintenance Squadron
      - 48th Component Maintenance Squadron
      - 48th Equipment Maintenance Squadron
      - 48th Maintenance Operations Squadron
      - 48th Munitions Squadron

    - 48th Mission Support Group
      - 48th Logistics Readiness Squadron
      - 48th Civil Engineer Squadron
      - 48th Force Support Squadron
      - 48th Security Forces Squadron
      - 48th Communications Squadron
      - 48th Contracting Squadron

    - 48th Medical Group

  - 52nd Fighter Wing, Spangdahlem Air Base, (Deutschland)
    - 52nd Operations Group
      - 480th Fighter Squadron, mit F-16CJ/DJ (Block 50)
      - 52nd Operations Support Squadron

    - 52nd Maintenance Group
      - 52nd Aircraft Maintenance Squadron
      - 52nd Maintenance Squadron

    - 52nd Medical Group
      - 52nd Aerospace Medicine
      - 52nd Dental Squadron
      - 52nd Medical Operations Squadron
      - 52nd Medical Support Squadron

    - 52nd Mission Support Group
      - 470th Air Base Squadron, Geilenkirchen Air Base, (Deutschland)
      - 52nd Civil Engineer Squadron
      - 52nd Communications Squadron
      - 52nd Contracting Squadron
      - 52nd Force Support Squadron
      - 52nd Logistics Readiness Squadron
      - 52nd Security Forces Squadron

    - 52nd Munitions Maintenance Group
      - 701st Munitions Support Squadron, Kleine Brogel Air Base, (Belgien)
      - 702nd Munitions Support Squadron, Fliegerhorst Büchel, (Deutschland)
      - 703rd Munitions Support Squadron, Volkel Air Base, (Niederlande)
      - 704th Munitions Support Squadron, Ghedi Air Base, (Italien)

  - 86th Airlift Wing, Ramstein Air Base, (Deutschland)
    - 86th Operations Group
      - 37th Airlift Squadron, mit C-130J Super Hercules
      - 76th Airlift Squadron, mit C-20H Gulfstream III, C-21A Learjet, C-40B Clipper
      - 309th Airlift Squadron, mit C-37 Gulfstream V, Chièvres Air Base, (Belgien)
      - 86th Airlift Wing Detachment, mit C-21 Learjet, Flughafen Stuttgart, (USEUCOM Hauptquartier)
      - 496th Air Base Squadron, Morón Air Base, (Spanien)

    - 86th Maintenance Group
    - 86th Mission Support Group
    - 86th Civil Engineer Group
    - 86th Logistics Readiness Group
    - 86th Medical Group
    - 86th Operations Group
    - 65th Air Base Group, Lajes Field, (Azoren, Portugal)

  - 100th Air Refueling Wing, RAF Mildenhall, (Vereinigtes Königreich)
    - 100th Operations Group
      - 351st Air Refueling Squadron, mit KC-135R Stratotanker
      - 100th Operations Support Squadron

    - 100th Maintenance Group
      - 100th Aircraft Maintenance Squadron
      - 100th Maintenance Squadron

    - 100th Mission Support Group
      - 100th Civil Engineer Squadron
      - 100th Communications Squadron
      - 100th Force Support Squadron
      - 100th Logistics Readiness Squadron
      - 100th Security Forces Squadron

    - 100th Comptroller Squadron

  - 352nd Special Operations Wing, RAF Mildenhall, (Vereinigtes Königreich)
    - 7th Special Operations Squadron, mit CV-22 Osprey
    - 67th Special Operations Squadron, mit MC-130J Commando II

  - 435th Air Ground Operations Wing and 435th Air Expeditionary Wing, Ramstein Air Base, (Deutschland)
    - 4th Air Support Operations Group
      - 2nd Air Support Operations Squadron
      - 21st Operational Weather Squadron

    - 409th Air Expeditionary Group, (Aufklärung), Basis unbekannt
      - 324th Expeditionary Reconnaissance Squadron, Naval Air Station Sigonella, (Italien)
      - 768th Expeditionary Air Base Squadron

    - 435th Contingency Response Group
      - 435th Air Mobility Squadron
      - 435th Security Forces Squadron
      - 435th Construction and Training Squadron

    - 435th Air and Space Communications Group
    - 449th Air Expeditionary Group, Camp Lemonnier, (Djibouti)
      - 75th Expeditionary Airlift Squadron, mit C-130H Hercules
      - 81st Expeditionary Rescue Squadron, mit HC-130P Hercules
      - 82nd Expeditionary Rescue Squadron, (Pararescue)

  - 501st Combat Support Wing, RAF Alconbury, (Vereinigtes Königreich)
    - 422nd Air Base Group, RAF Croughton (in Teilen auf RAF Fairford und RAF Welford)
      - 420th Air Base Squadron, RAF Fairford
      - 420th Munitions Squadron, RAF Fairford
      - 422nd Air Base Squadron, RAF Croughton
      - 422nd Civil Engineer Squadron, RAF Croughton
      - 422nd Communications Squadron, RAF Croughton
      - 422nd Medical Squadron, RAF Croughton
      - 422nd Security Forces Squadron, RAF Croughton

    - 423rd Air Base Group, RAF Alconbury (in Teilen auf RAF Molesworth, RAF Menwith Hill und beim Joint Warfare Centre auf der Stavanger Air Base (Norwegen))
      - 421st Air Base Squadron, RAF Menwith Hill
      - 423rd Civil Engineer Squadron, RAF Alconbury
      - 423rd Communications Squadron, RAF Alconbury
      - 423rd Force Support Squadron, RAF Alconbury
      - 423rd Medical Squadron, RAF Alconbury
      - 423rd Security Forces Squadron, RAF Alconbury
      - 426th Air Base Squadron, Stavanger Air Base (Norwegen)

  - Heavy Airlift Wing Hungary, (Strategic Airlift Capability) mit C-17 Globemaster III, Pápa Air Base (Ungarn)

Weitere US Air Force Einheiten in Europa:
- Air Combat Command
  - 9th Reconnaissance Wing, rotiert U-2S nach RAF Akrotiri, (Zypern)
  - 95th Reconnaissance Squadron, rotiert RC-135V/W nach RAF Mildenhall, (Vereinigtes Königreich)
- Air Mobility Command
  - 521st Air Mobility Operations Wing, Ramstein Air Base, (Deutschland)
    - 521st Air Mobility Operations Group
    - 721st Air Mobility Operations Group

## Geschichte
Älteste direkte Vorläuferorganisation der USAFE ist die im Januar 1942 aufgestellte 8th Air Force, die am 22. Februar 1944 aufging in den United States Strategic Air Forces in Europe. Am 7. August 1945 erfolgte schließlich die Umbenennung in United States Air Forces in Europe. Bis 1947, dem Jahr der offiziellen Gründung der heutigen US Air Force, unterstanden diese Einheiten noch Lufteinheiten der US-Army die damals als United States Army Air Forces bezeichnet wurden.
Das Hauptquartier der USAFE befand sich bis zum Jahr 1973 in Wiesbaden. Dann erfolgte die Verlegung zur Ramstein Air Base. 
Am 20. April 2012 nach der Inaktivierung der 17. US-Luftflotte der United States Air Forces Africa (AFAFRICA) erfolgte die Umbenennung von United States Air Forces in Europe (USAFE) in United States Air Forces in Europe – Air Forces Africa (USAFE-AFAFRICA) und eine Erweiterung des Verantwortungs- und Zuständigkeitsbereichs (Area of responsibility).

## Liste der Kommandierenden Generale

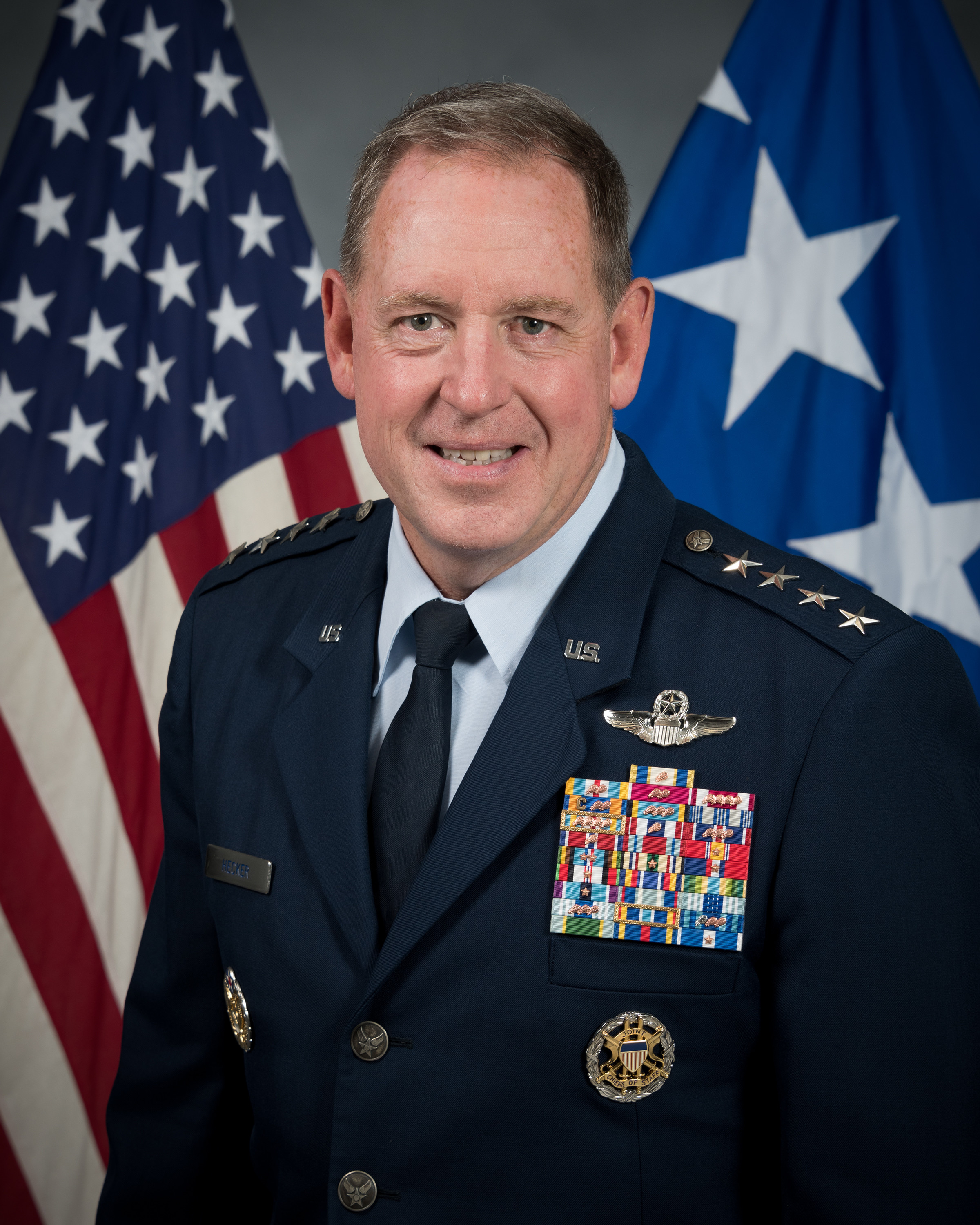
James B. Hecker

| Name                                 | Beginn der Berufung | Ende der Berufung |
| ------------------------------------ | ------------------- | ----------------- |
| James B. Hecker                      | 27. Juni 2022       | amtierend         |
| Jeffrey L. Harrigian                 | 1. Mai 2019         | 27. Juni 2022     |
| Tod D. Wolters                       | 11. August 2016     | 1. Mai 2019       |
| Frank Gorenc                         | 2. August 2013      | 11. August 2016   |
| Noel T. Jones (kommissarisch)        | 10. Mai 2013        | 2. August 2013    |
| Philip M. Breedlove                  | 31. Juli 2012       | 10. Mai 2013      |
| Mark A. Welsh                        | 13. Dezember 2010   | 31. Juli 2012     |
| Roger A. Brady                       | 9. Januar 2008      | 13. Dezember 2010 |
| Robert D. Bishop Jr. (kommissarisch) | 10. Dezember 2007   | 9. Januar 2008    |
| William T. Hobbins                   | 6. Dezember 2005    | 10. Dezember 2007 |
| Robert H. Foglesong                  | 12. August 2003     | 6. Dezember 2005  |
| Gregory S. Martin                    | 13. Januar 2000     | 12. August 2003   |
| John P. Jumper                       | 5. Dezember 1997    | 13. Januar 2000   |
| William J. Begert (kommissarisch)    | 6. Oktober 1997     | 5. Dezember 1997  |
| Michael E. Ryan                      | 4. April 1996       | 6. Oktober 1997   |
| Richard E. Hawley                    | 17. Juli 1995       | 4. April 1996     |
| James L. Jamerson                    | 29. Juli 1994       | 17. Juli 1995     |
| Robert C. Oaks                       | 26. Juni 1990       | 29. Juli 1994     |
| Michael J. Dugan                     | 12. April 1989      | 26. Juni 1990     |
| William L. Kirk                      | 1. Mai 1987         | 12. April 1989    |
| Charles L. Donnelly Jr.              | 1. November 1984    | 1. Mai 1987       |
| Billy M. Minter                      | 1. Juli 1982        | 1. November 1984  |
| Charles A. Gabriel                   | 1. August 1980      | 1. Juli 1982      |
| John W. Pauly                        | 1. August 1978      | 1. August 1980    |
| William J. Evans                     | 1. August 1977      | 1. August 1978    |
| Richard H. Ellis                     | 1. September 1975   | 1. August 1977    |
| John W. Vogt Jr.                     | 1. Juli 1974        | 1. September 1975 |
| David C. Jones                       | 1. September 1971   | 1. Juli 1974      |
| Joseph R. Holzapple                  | 1. Februar 1969     | 1. September 1971 |
| Horace M. Wade                       | 1. August 1968      | 1. Februar 1969   |
| Maurice A. Preston                   | 1. August 1966      | 1. August 1968    |
| Bruce K. Holloway                    | 1. August 1965      | 1. August 1966    |
| Gabriel P. Disosway                  | 1. August 1963      | 1. August 1965    |
| Truman H. Landon                     | 1. Juli 1961        | 1. August 1963    |
| Frederic H. Smith Jr.                | 1. August 1959      | 1. Juli 1961      |
| Frank F. Everest                     | 1. Juli 1957        | 1. August 1959    |
| William H. Tunner                    | 27. Juli 1953       | 1. Juli 1957      |
| Lauris Norstad                       | 21. Januar 1951     | 27. Juli 1953     |
| John K. Cannon                       | 16. Oktober 1948    | 21. Januar 1951   |
| Curtis E. LeMay                      | 20. Oktober 1947    | 16. Oktober 1948  |
| John F. McBlain (kommissarisch)      | 14. August 1947     | 20. Oktober 1947  |
| John K. Cannon                       | 4. Juli 1945        | 14. August 1947   |